# Karla Souza
Karla Olivares Souza (sinh ngày 11 tháng 12 năm 1985) là một nữ diễn viên người Mỹ.

## Danh sách phim

### Truyền hình
| Năm       | Phim                        | Vai                  | Ghi chú                       |
| --------- | --------------------------- | -------------------- | ----------------------------- |
| 2008      | Terminales                  | Vanessa              | Tập: "Espejismos"             |
| 2009      | Verano de amor              | Dana Villalba Duarte |                               |
| 2010      | Persons Unknown             | Dosette              | Tập: "And Then There Was One" |
| 2010-2011 | Los Héroes del Norte        | Prisca               |                               |
| 2011      | Niño Santo                  | Lucia                |                               |
| 2012      | La Clinica                  | Maripily Rivadeneyra |                               |
| 2014–nay  | How to Get Away with Murder | Laurel Castillo      |                               |